# 卢瓦尔河畔蒙让
卢瓦尔河畔蒙让（法語：Montjean-sur-Loire，法語發音：[mɔ̃ʒɑ̃ syʁ lwaʁ] ⓘ）是法国曼恩-卢瓦尔省的一个旧市镇，属于绍莱区。2015年12月15日，卢瓦尔河畔蒙让和相邻的10个市镇合并为新市镇卢瓦尔河畔莫日（Mauges-sur-Loire）。

## 地理
卢瓦尔河畔蒙让（47°23'18"N, 0°51'40"W）面积19.33 平方千米，位于法国卢瓦尔河地区大区曼恩-卢瓦尔省，该省份为法国西部内陆省份，大致对应安茹地区，北起顺时针与马耶讷省、萨尔特省、安德尔-卢瓦尔省、维埃纳省、德塞夫勒省、旺代省、大西洋卢瓦尔省和伊勒-维莱讷省接壤。
与卢瓦尔河畔蒙让接壤的市镇（或旧市镇、城区）包括：卢瓦尔河畔沙洛讷、卢瓦尔河畔尚托塞、勒梅尼勒昂瓦莱、卢瓦尔河畔莫日、圣日耳曼德普雷、拉波姆赖。

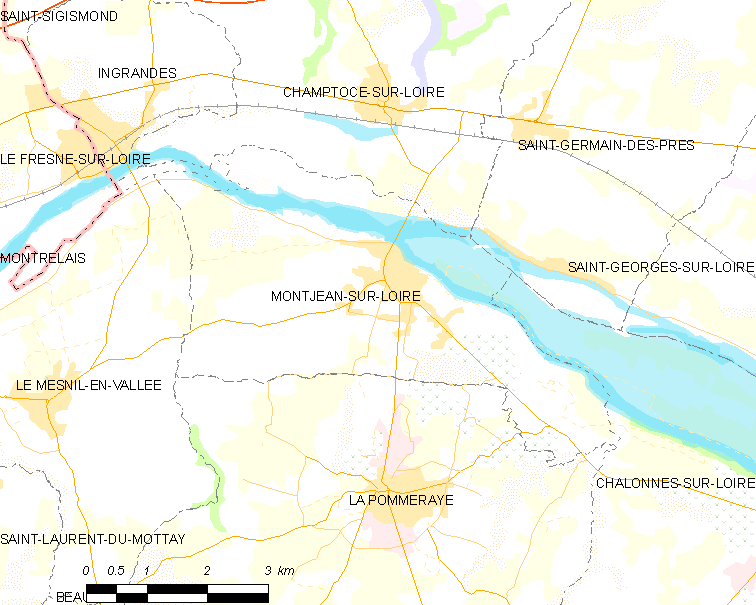
卢瓦尔河畔蒙让的OSM定位图

卢瓦尔河畔蒙让的时区为UTC+01:00、UTC+02:00（夏令时）。

## 行政
卢瓦尔河畔蒙让的邮政编码为49570，INSEE市镇编码为49212。

## 政治
卢瓦尔河畔蒙让所属的省级选区为卢瓦尔河畔莫日县。

## 人口

1962-2008年间卢瓦尔河畔蒙让人口变化图示

卢瓦尔河畔蒙让于2018年1月1日时的人口数量为3065人。